# Luberon (AOC)
Pour les articles homonymes, voir Luberon.
Le luberon est un vin d'appellation d'origine protégée produit entre la vallée du Calavon au nord et la vallée de la Durance au sud. Son ancien nom était le côtes-du-luberon.
Selon certains critiques, dont Robert Parker, le luberon est davantage rattaché au vignoble de Provence qu'à celui de la vallée du Rhone.

## Histoire

### Préhistoire et Antiquité

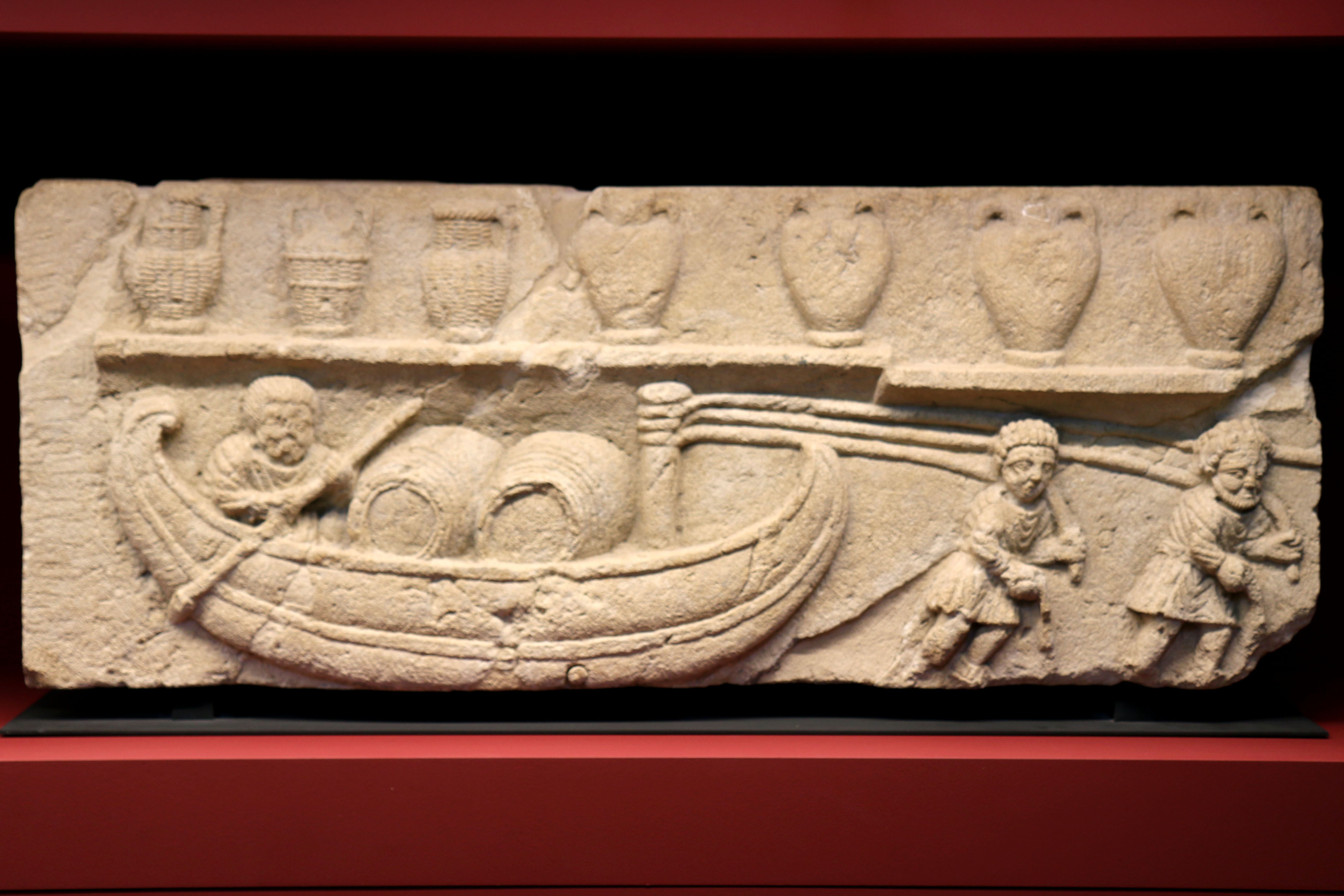
Bas-relief de Cabrières-d'Aigues avec la première représentation connue de tonneaux. Exposé au Musée Calvet d'Avignon
La scène montre deux esclaves halant une barque dirigée par un nautonier, dans celle-ci deux barriques cerclées et, positionnées au-dessus, quatre amphores à fond plat avec trois autres récipients ressemblant à des bonbonnes.

Les stèles anthropomorphes du Luberon,  ont été découvertes à Puyvert, Lauris et Goult. Elles caractérisent la civilisation de Lagoza qui est celle des premiers agriculteurs. Ces pierres tombales ont été datées entre -3000 et -2800. 
Les Grecs de Rhodes, précédant les Phocéens,  s'installent vers  -750, près de l'embouchure du Rhône et remontent la Durance. L'œnoché (cruche) et le kylis (coupe à vin) découverts dans un tumulus à  Pertuis  sont datés de cette période. 
La première représentation connue de tonneaux se trouve sur un bas-relief découvert à Cabrières-d'Aigues. La scène montre le halage d'une barque sur la Durance. Cette stèle a été érigée à la gloire d'un négociant spécialisé dans le transport des vins par voie d'eau et ayant vécu au début de la période augustéenne. 
L'atelier du potier de Ménerbes est daté de la même époque. On a retrouvé autour de son four les mêmes types de récipients vinaires que sur la stèle de Cabrières.  Ce n'est pas la seule preuve de l'existence d'une importante viticulture  gallo-romaine. Le « Trésor d'Apt », déposé au Musée Calvet d'Avignon,  est le plus bel ensemble connu de bronzes vinaires (IIe et IIIe siècles) après ceux de Pompéi. 
Au sud du Luberon, le triomphe de Bacchus est figuré sur une baignoire en marbre blanc découverte à Lauris qui sert actuellement de fonts baptismaux à l'église de Cadenet. Daté du IIIe siècle, elle représente la victoire du dieu du vin sur son cousin Penthée, roi de Thèbes, qu'il a métamorphosé en lion.

### Haut Moyen Âge
Le 4 des nones de juillet 852, Paulus, évêque d’Apt, obtient de Bonus, évêque de Sisteron, des terres et des vignes que celui-ci possédait à « Solgue rivus » (Valsorgues) sur la commune de Saignon. 
Entre 877 et 981, à Apt, Saint-Martin-de-Castillon, Saignon, Bonnieux, Ansouis et Pertuis des vignes sont données par la famille de dom Maïeul, le quatrième abbé de Cluny, soit à l’église d’Apt, soit à l’abbaye de Montmajour créée par une de leurs parentes. 
Entre 982 et 988, l’évêque d’Apt passe les premiers contrats de complants pour ses vignes du Luberon.

### Bas Moyen Âge
Au XIVe siècle, la prospérité du vignoble du pays d’Apt est grande sous les papes d’Avignon (Urbain V et Grégoire XI). À tel point que le retour à Rome de ces deux pontifes va provoquer une crise de surproduction.

### Époque moderne

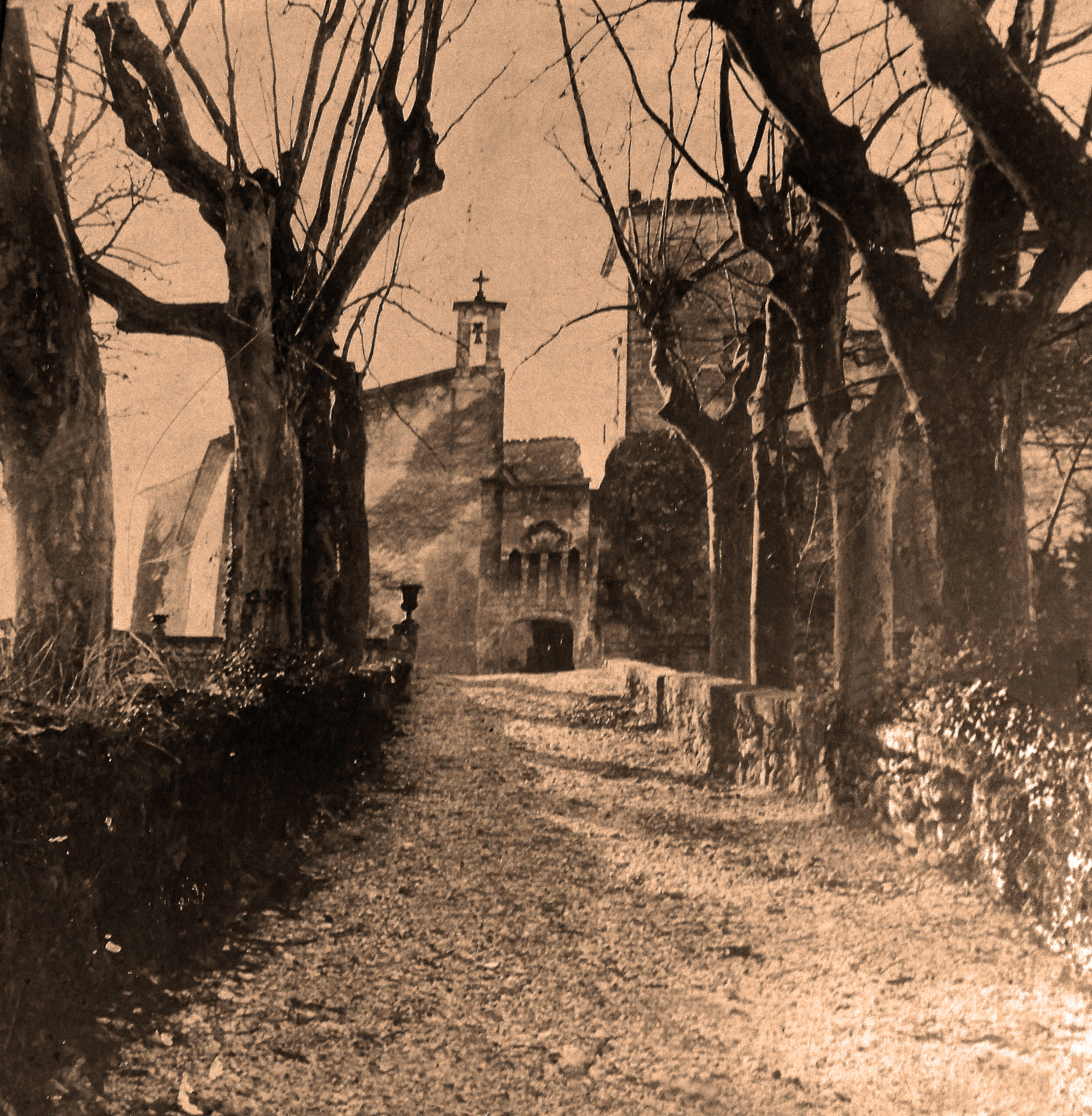
Château de Mille au XIXe siècle

À la fin du XVe siècle, alors que le Luberon a été rendu désert par les pestes et les guerres de Raymond de Turenne, neveu de Grégoire XI, arrivent les premiers Vaudois. Ils «rendent ce lieu abondant en blé, vin, huile, miel, amande » mais ils sont massacrés par le sinistre Meynier d’Oppède en avril 1545.
En 1720, lors de la Grande Peste, l’apothicaire de Ménerbes concocte et vend de la thériaque – seul médicament connu - à base de vin de grenache. 
À Bonnieux, le fief viticole de la Canorgue est érigé en comté par Benoît XIV le 24 avril 1747 en faveur de Joseph de Méry, conseiller en la Cour des Aides de Provence.

### Époque contemporaine
Le 24 fructidor an IV de la République (10 septembre 1796), le député Joseph Rovère écrit, de Paris, à son frère Siméon, évêque constitutionnel de Vaucluse : « J'ai acquis les biens de Sade dans les territoires de Bonnieux et la Coste… » Il lui demande de procéder immédiatement à la plantation de vignes en mourvéguès (mourvèdre) et de protéger le muscat et les clairettes, chose que le marquis avait négligé. 
En 1824, l'arrondissement d'Apt compte 7 000 hectares de vignes. Les viticulteurs de Vaucluse décident de s'organiser pour produire et vendre leurs vins. En 1920, la première cave coopérative du département est fondée à Bonnieux.
Il a d'abord été classé en VDQS au cours de l'année 1951, puis a accédé à l'AOC en 1988. Ses responsables adhèrent à l'organisation interprofessionnelle Inter Rhône en 1996. C'est dans son sein qu'est créé en 2001, la « Nouvelle École de la vallée du Rhône ». Le cahier des charges de l'appellation est modifié en avril 2025.

## Situation géographique

### Géologie
Le massif domine au nord et au sud le terroir viticole. Cette chaîne a commencé à se former au crétacé inférieur, c'est-à-dire entre -135 et -95 millions d'années pour finir de se pliser à partir de -15 millions d'années d'abord dans un axe Nord-Sud, puis de N.NE-S.SO. entre -7 et -3 millions d'années. Ces compressions successives ont trouvé leurs termes au pliocène. Ce terroir jusqu'à mi-coteaux est formé au sud de dépôts caillouteux de la Durance et au nord de sables ocreux du Calavon, cet ensemble étant mêlé, surtout en terrasses avec le sol détritique du piémont du Luberon.

### Climatologie
Le climat de ce terroir est soumis à un rythme à quatre temps : deux saisons sèches (une brève en hiver, une très longue et accentuée en été), deux saisons pluvieuses, en automne (pluies abondantes et brutales) et au printemps. Sa spécificité est son climat méditerranéen qui constitue un atout exceptionnel :
- le mistral assainit le vignoble ;
- la saisonnalité des pluies est très marquée ;
- les températures sont très chaudes pendant la journée l'été et relativement fraiches la nuit, ce qui permet une maturité harmonieuse des raisins.

Secteur nord Luberon (vallée du Calavon)
Après une année 2007 caractérisé par une très faible pluviométrie, 435 mm d'eau en pays d'Apt, 2008 avec 1 202 mm, soit 2, 8 fois plus, se place juste derrière l'année 1968. Quant à la moyenne des températures elle augmente de 0, 5°, l'hiver et le printemps ayant été très doux. Le temps pluvieux a affecté la durée de l'ensoleillement avec une centaine d'heures en dessous de la normale. 
| Mois                                                                                    | Janv  | Fév   | Mars  | Avr   | Mai   | Juin  | Juil  | Août  | Sept  | Oct  | Nov   | Déc   | Année |
| --------------------------------------------------------------------------------------- | ----- | ----- | ----- | ----- | ----- | ----- | ----- | ----- | ----- | ---- | ----- | ----- | ----- |
| Températures moyennes (°C)                                                              | 6,9   | 7,7   | 8,7   | 11,9  | 17,2  | 20,5  | 22,7  | 22,4  | 17,9  | 13,8 | 8,3   | 4,6   | 13,6  |
| Températures normales (°C)                                                              | 5,1   | 6,3   | 8,9   | 11,4  | 15,7  | 19,0  | 22,3  | 22,3  | 18,5  | 13,8 | 8,3   | 5,8   | 13,1  |
| Écart avec la normale (°C)                                                              | + 1,8 | + 1,4 | - 0,2 | + 0,5 | + 1,5 | + 1,5 | + 0,4 | + 0,3 | - 0,6 | 0    | - 0,2 | - 1,2 | + 0,5 |
| Moyenne mensuelle de précipitations (mm)                                                | 103   | 43    | 23    | 126   | 157   | 38    | 12    | 29    | 187   | 122  | 160   | 202   | 1 202 |
| Précipitations normales (°C)                                                            | 71    | 56    | 57    | 79    | 70    | 49    | 37    | 53    | 73    | 101  | 74    | 69    | 789   |
| Écart avec la normale (°C)                                                              | + 32  | - 13  | - 34  | + 47  | + 87  | - 11  | - 25  | - 24  | + 114 | + 21 | + 86  | + 133 | + 413 |
| Source : Le Pays d'Apt, n° 191, février 2009 et station de référence météo : Apt (242m) |       |       |       |       |       |       |       |       |       |      |       |       |       |

Secteur sud Luberon (vallée de la Durance)
Cette partie du massif bénéficie d'un climat méditerranéen d'intérieur. Les influences continentales se font sentir en hiver (5 °C de température moyenne en janvier). La variabilité thermique est importante en hiver et aux intersaisons, quand les dépressions des latitudes moyennes traversent la France, et faible en été, car un anticyclone stationne et garantit un temps sec et stable. Les étés sont très chauds (température moyenne de 22 °C), avec quelques orages. Les températures maximales dépassent très souvent 30 °C en été.
| Mois                              | jan. | fév. | mars | avril | mai  | juin | jui. | août | sep. | oct. | nov. | déc. | année |
| --------------------------------- | ---- | ---- | ---- | ----- | ---- | ---- | ---- | ---- | ---- | ---- | ---- | ---- | ----- |
| Température minimale moyenne (°C) | 0,3  | 0,9  | 3    | 5,5   | 9,1  | 12,5 | 15,5 | 15,3 | 12,1 | 8,2  | 3,6  | 1,2  | 7,2   |
| Température moyenne (°C)          | 5    | 6    | 8,5  | 11,5  | 15   | 18,5 | 22   | 21   | 18   | 13,5 | 8,5  | 5,5  | 13    |
| Température maximale moyenne (°C) | 9,4  | 11,3 | 14,6 | 17    | 21,5 | 25,4 | 30   | 29,3 | 24,7 | 19,1 | 13,1 | 10   | 18,8  |
| dont pluie (mm)                   | 50   | 55   | 50   | 55    | 60   | 40   | 20   | 40   | 65   | 85   | 60   | 60   | 640   |
| dont neige (cm)                   | 2    | 3    | 0,5  | 0     | 0    | 0    | 0    | 0    | 0    | 0    | 1,5  | 2    | 9     |

## Vignoble

### Présentation
Le vignoble s'inscrit entièrement à l'intérieur du Parc naturel régional du Luberon. Il s'étend sur 36 communes:
Ansouis, Apt, La Bastide-des-Jourdans, La Bastidonne, Beaumont-de-Pertuis, Bonnieux, Cabrières-d'Aigues, Cadenet, Castellet, Cheval-Blanc, Cucuron, Goult, Grambois, Lacoste, Lauris, Lourmarin, Maubec, Ménerbes, Mérindol, Mirabeau, La Motte-d'Aigues, Oppède, Pertuis, Peypin-d'Aigues, Puget-sur-Durance, Puyvert, Robion, Saignon, Saint-Martin-de-Castillon, Saint-Martin-de-la-Brasque, Sannes, les Taillades, La Tour-d'Aigues, Vaugines, Villelaure et Vitrolles-en-Luberon.

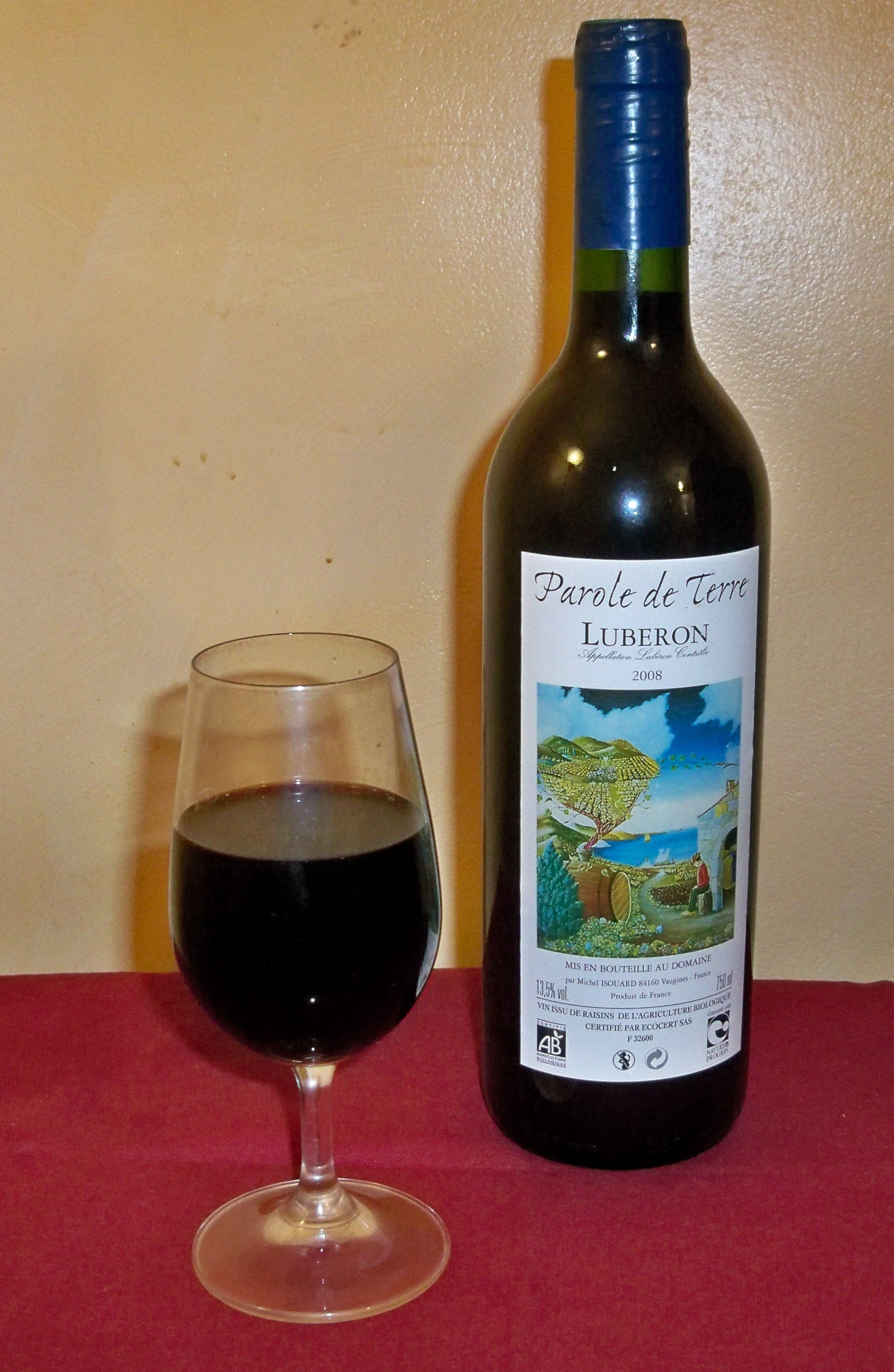
AOC luberon rouge.

### Encépagement
Cépages autorisés : 
- rouges : syrah, grenache, mourvèdre, carignan, cinsault + cépages secondaires (picpoul noir, counoise noire, gamay, pinot noir)
- blancs : grenache blanc, ugni blanc, vermentino, clairette, bourboulenc + cépages secondaires (roussanne, marsanne)

## Terroirs et vins
- Rouges : arômes de fruits noirs, épices, truffe, des vins fins et racés en bouche.
- Rosés : des vins expressifs (fruits rouges) et généreux.
- Blancs : des notes fines de pêche de vigne, abricot, tilleul, chèvrefeuille, une bouche florale, vive harmonieuse.

### Une ancienne méthode de vinification: les cuves vinaires rupestres
La découverte de ce type de vinification très ancien est due aux travaux menés par Michel Bouvier, entre 1983 et 1993. Sa recherche archéologique, menée avec l'aval du Service régional de l'archéologie à Aix-en-Provence, avait primitivement pour but d'essayer de dater les cabanes en pierre sèche ou bories de Vaucluse. Dans le cadre de ses recherches et de ses fouilles, il a identifié plus de 80 cuves vinaires rupestres sur le terroir de l'appellation Ventoux entre Venasque et Bonnieux. 

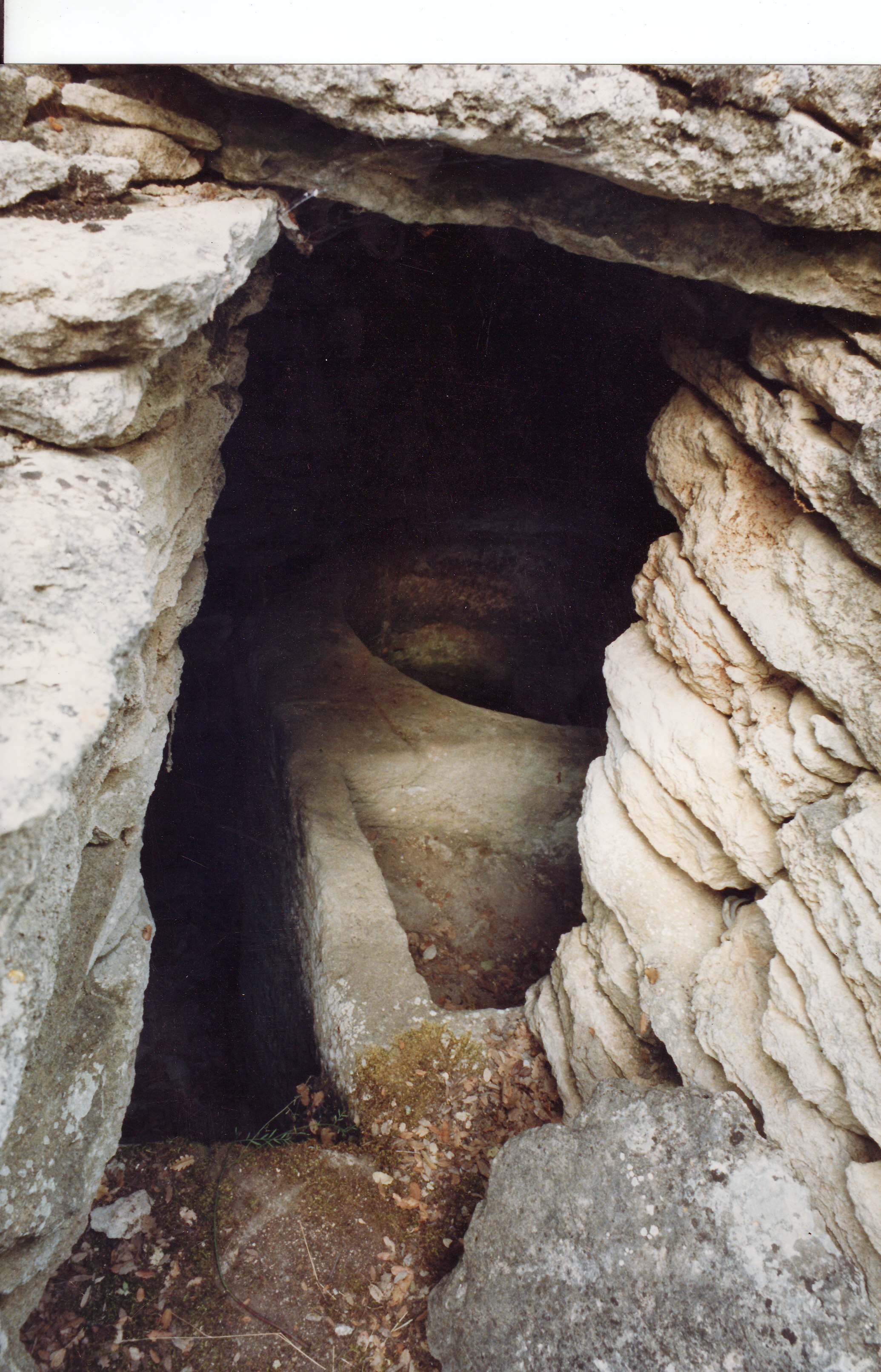
À Ménerbes, au lieu-dit les Hauts Artèmes, la borie classée 01.
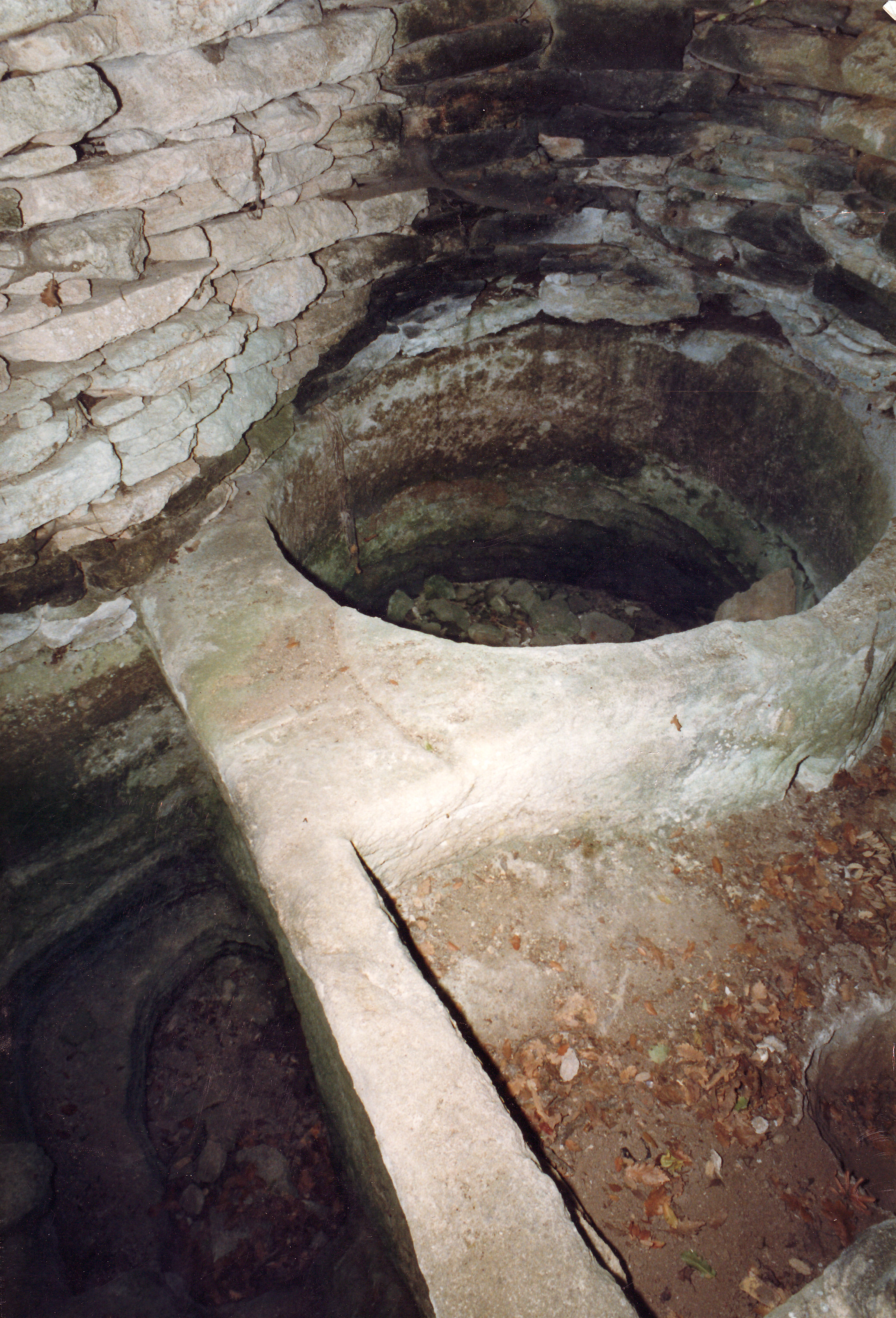
Intérieur de la borie 01 montrant le fouloir et la cuve de vinification.

Ces cuves rupestres, qui sont toujours creusées dans de la molasse burdigalienne, sont majoritairement cylindriques. L'inventeur les a classées en deux catégories :
- les cuves creusées : sur 24 étudiées, toutes sont cylindriques sauf deux. Leur diamètre moyen et leur hauteur sont généralement identiques (1,60 m) pour un volume constant (3,14 m3).
- les cuves construites : elles sont datables entre le XVIe et le XVIIe siècles puisque dès le XVIIIe siècle les cuves ont commencé à être recouvertes de carreaux vernissés.

Toutes les cuves creusées ont été - ou sont encore - recouvertes par une borie ou protégées par un abri sous roche ou un mur de pierres sèches selon leur situation. Il est remarquable que, si certaines cuves rupestres sont à proximité de lieux habités, la plupart sont tout à fait extérieures à un village ou à un hameau. Ceci évoque des vinifications plus ou moins clandestines pour échapper à des droits de souquet et autres taxes levées sur les vins.

### Les millésimes
Ils correspondent à ceux du vignoble de la vallée du Rhône. Ils sont notés : année exceptionnelle , grande année , bonne année ***, année moyenne **, année médiocre *.
| Caractéristiques | Article de qualité | ***                | ***                | Bon article        | Article de qualité | Bon article        | Bon article        | ***                | Bon article | Bon article        |
| Millésimes 1990 | 1999               | 1998               | 1997               | 1996               | 1995               | 1994               | 1993               | 1992               | 1991        | 1990               |
| Caractéristiques | ***                | ***                | **                 | ***                | Bon article        | **                 | **                 | **                 | ***         | Article de qualité |
| Millésimes 1980 | 1989               | 1988               | 1987               | 1986               | 1985               | 1984               | 1983               | 1982               | 1981        | 1980               |
| Caractéristiques | Article de qualité | Article de qualité | Bon article        | ***                | Article de qualité | **                 | Bon article        | ***                | Bon article | Article de qualité |
| Millésimes 1970 | 1979               | 1978               | 1977               | 1976               | 1975               | 1974               | 1973               | 1972               | 1971        | 1970               |
| Caractéristiques | Bon article        | Article de qualité | Bon article        | **                 | ***                | Bon article        | ***                | **                 | **          | Article de qualité |
| Millésimes 1960 | 1969               | 1968               | 1967               | 1966               | 1965               | 1964               | 1963               | 1962               | 1961        | 1960               |
| Caractéristiques | **                 | *                  | Article de qualité | Article de qualité | ***                | ***                | **                 | **                 | ***         | Article de qualité |
| Millésimes 1950 | 1959               | 1958               | 1957               | 1956               | 1955               | 1954               | 1953               | 1952               | 1951        | 1950               |
| Caractéristiques | Bon article        | Bon article        | Article de qualité | Bon article        | Bon article        | ***                | Bon article        | Article de qualité | **          | Article de qualité |
| Millésimes 1940 | 1949               | 1948               | 1947               | 1946               | 1945               | 1944               | 1943               | 1942               | 1941        | 1940               |
| Caractéristiques | Article de qualité | Article de qualité | Article de qualité | Bon article        | Article de qualité | **                 | Article de qualité | Bon article        | **          | **                 |
| Millésimes 1930 | 1939               | 1938               | 1937               | 1936               | 1935               | 1934               | 1933               | 1932               | 1931        | 1930               |
| Caractéristiques | *                  | Bon article        | Bon article        | ***                | **                 | Article de qualité | Article de qualité | **                 | **          | **                 |
| Millésimes 1920 | 1929               | 1928               | 1927               | 1926               | 1925               | 1924               | 1923               | 1922               | 1921        | 1920               |
| Caractéristiques | Article de qualité | Article de qualité | **                 | Bon article        | **                 | Bon article        | Bon article        | **                 | Bon article | Bon article        |
| Sources : Yves Renouil (sous la direction), Dictionnaire du vin, Éd. Féret et fils, Bordeaux, 1962 ; Alexis Lichine, Encyclopédie des vins et alcools de tous les pays, Éd. Robert Laffont-Bouquins, Paris, 1984, Les millésimes de la vallée du Rhône & Les grands millésimes de la vallée du Rhône |                    |                    |                    |                    |                    |                    |                    |                    |             |                    |

Soit sur 90 ans, 24 années exceptionnelles, 26 grandes années, 16 bonnes années, 22 années moyennes et 2 années médiocres.

## Gastronomie

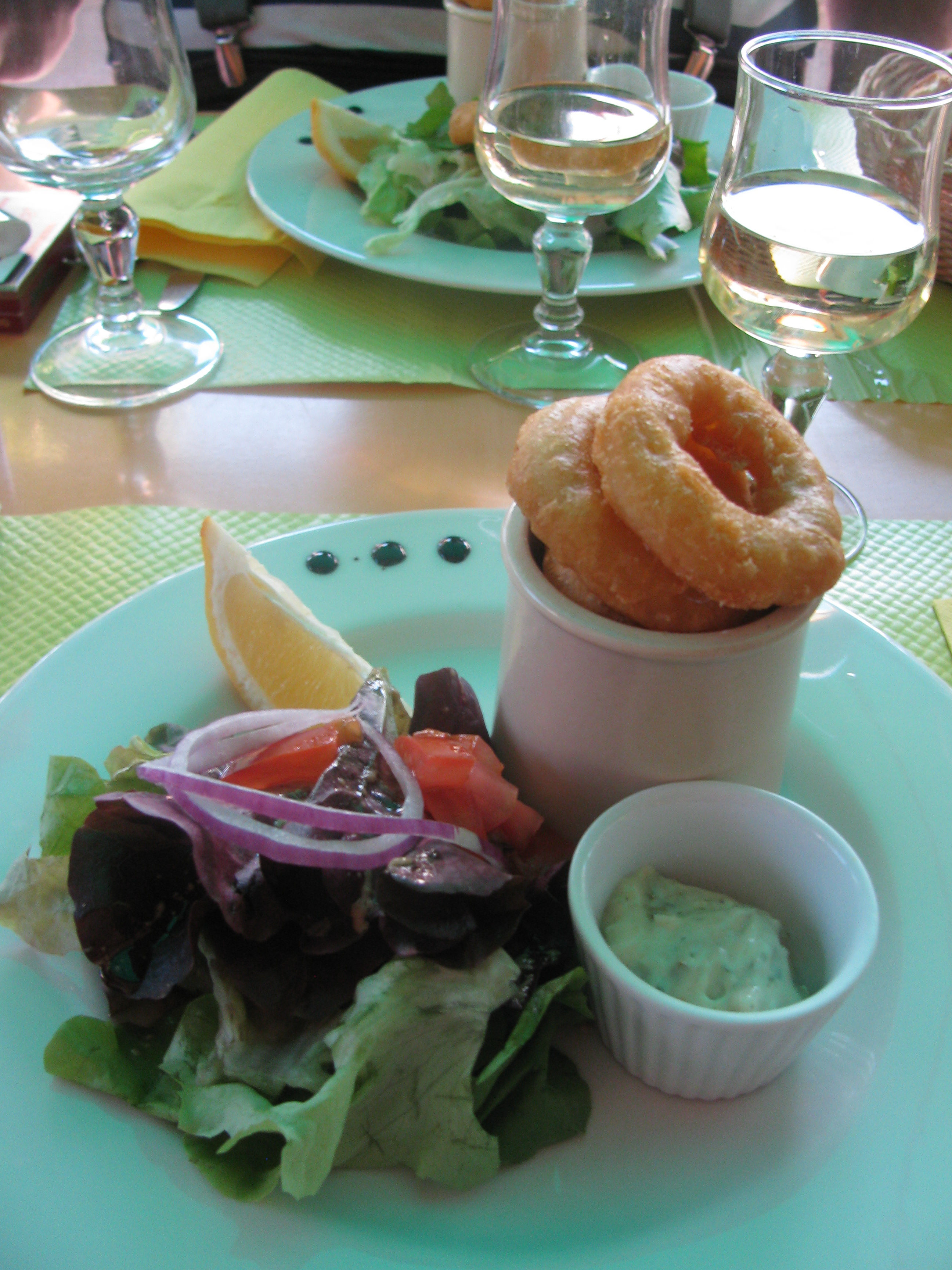
Calamars à la romaine et Luberon blanc.

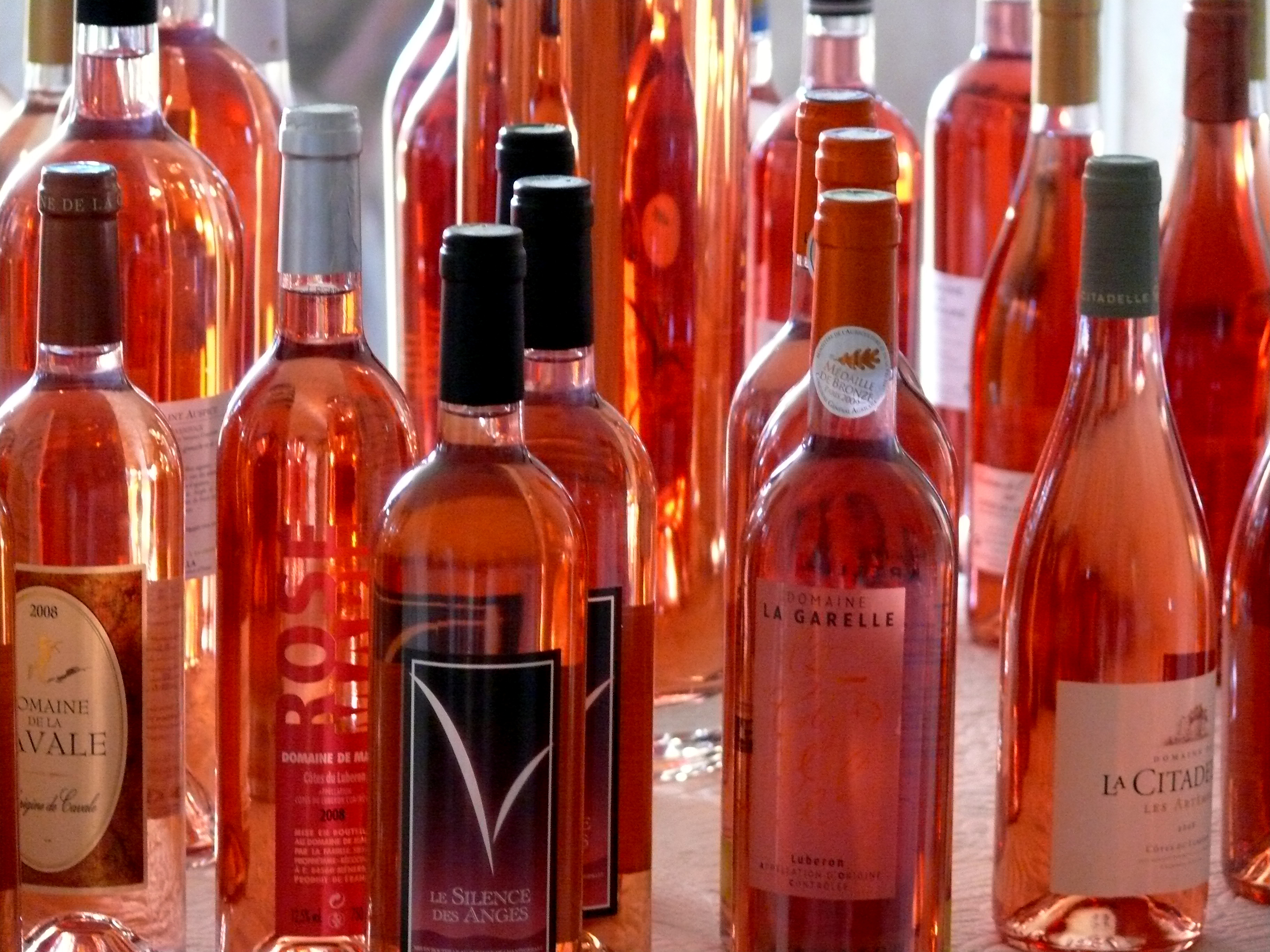
Rosés du Luberon exposés à Ménerbes à la Maison de la truffe et du vin.

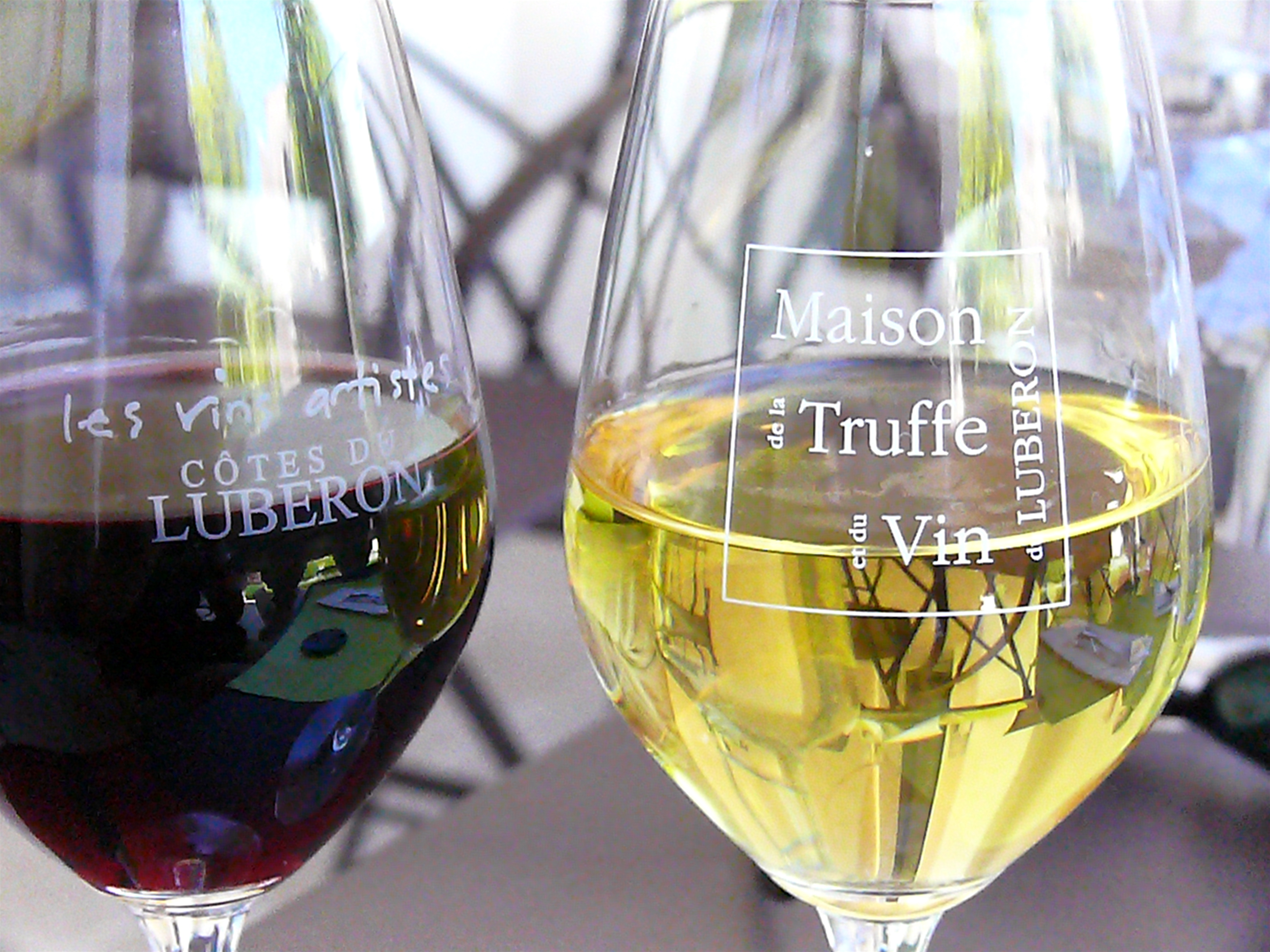
Luberon blanc et rouge.

Les vins du Luberon sont des vins dont les accords mets-vins couvrent une large palette. Elle va des viandes blanches (volailles dont les escalopes de poulet à la Louisiane, les  blancs de poulet au curry, le canard rôti, ou lapins avec le civet de cuisses de lapin, le lapereau Antibois ou lapin aux pruneaux), aux viandes rouges (côte de bœuf, osso buco ou carbonnade flamande ; veau en brochettes, aux olives ou son foie poêlé ; porc avec un enchaud à l'ancienne, ses grenadins, sa rouelle qui peut être servie avec des girolles) ; une place à part est à réserver à l'agneau, les filets mignons farcis à la mangue, son gigotin en croûte de tapenade ou sa noisette présentée avec un papeton d'aubergines.
Le luberon blanc est apprécié en apéritif, avec les poissons, les fruits de mer, les fromages de chèvre…Le blanc élevé en barrique sera plus à l’aise avec des viandes blanches en sauce,  des fromages à pâte molle ou croûte fleurie, Comté…
Le luberon rosé s’apprécie en apéritif, mais aussi avec les charcuteries, le saumon, les légumes méditerranéens, les petits farcis, les fromages à pâte molle, cuite ou fleurie, de chèvres ou de brebis, les desserts à base de fruits rouges…
Le luberon rouge, au style fruité et gourmand, s’allie aux charcuteries, au civet de chevreuil, aux viandes rouges et volailles grillées ou rôties, aux viandes blanches et rosées, aux barbecues, aux poissons en matelote, aux fromages à croûte lavée… Le style plus complexe s’harmonisera avec les viandes rouges rôties ou en sauce (agneau, bœuf, canard), les volailles en sauce (coq au vin), le gibier, les fromages à pâte molle ou fermentée….

Bouteilles de l'appellation.
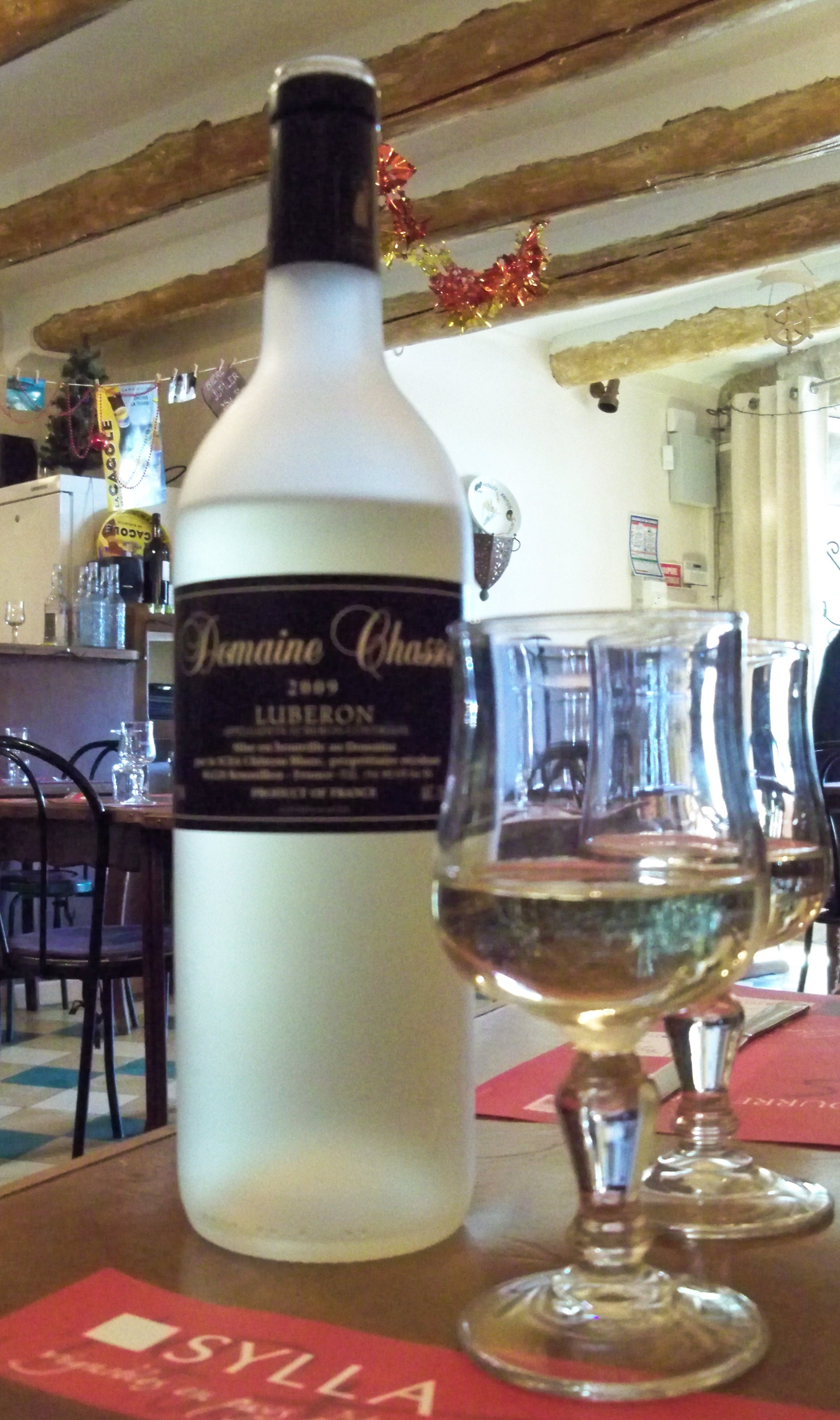
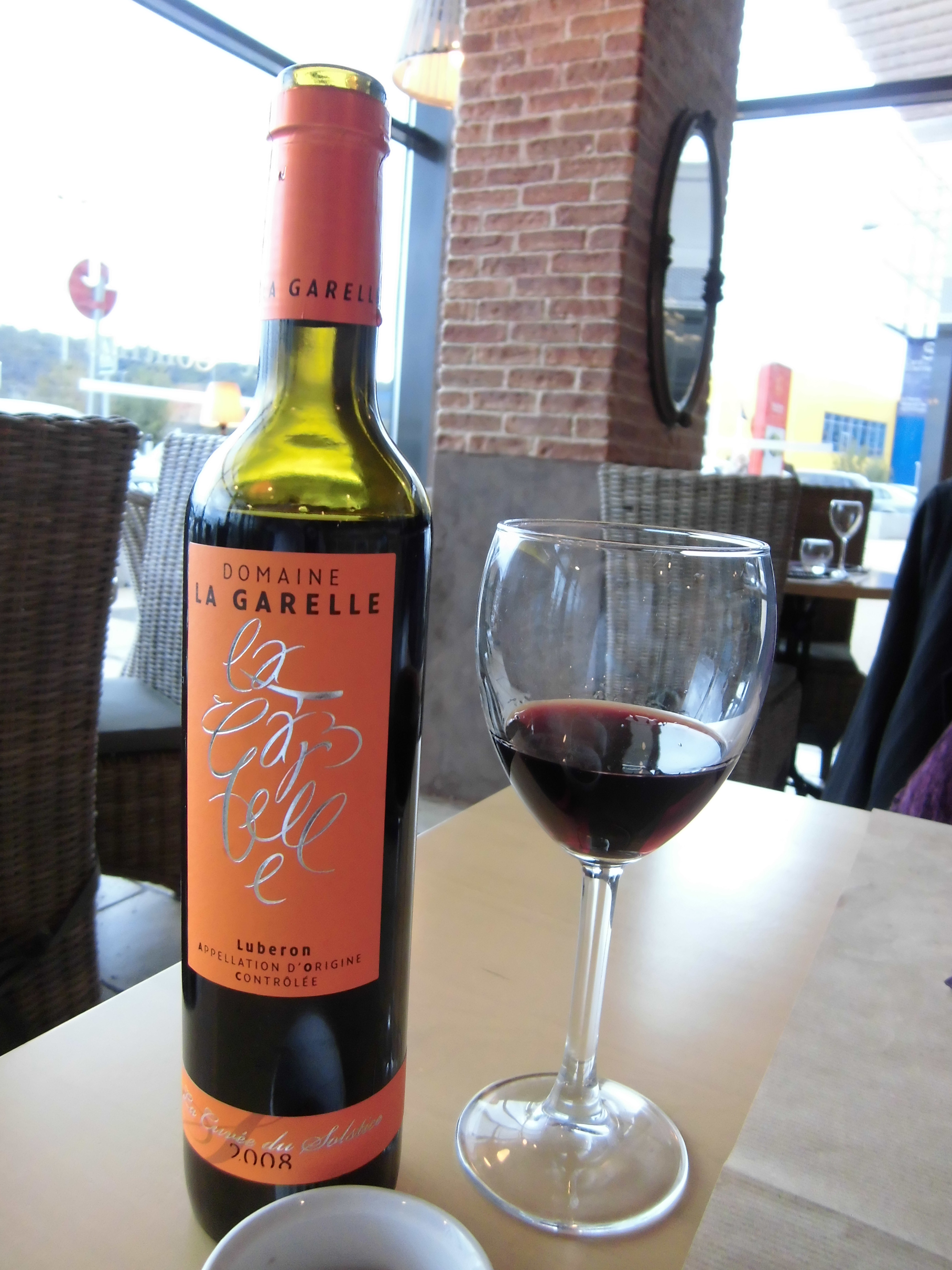
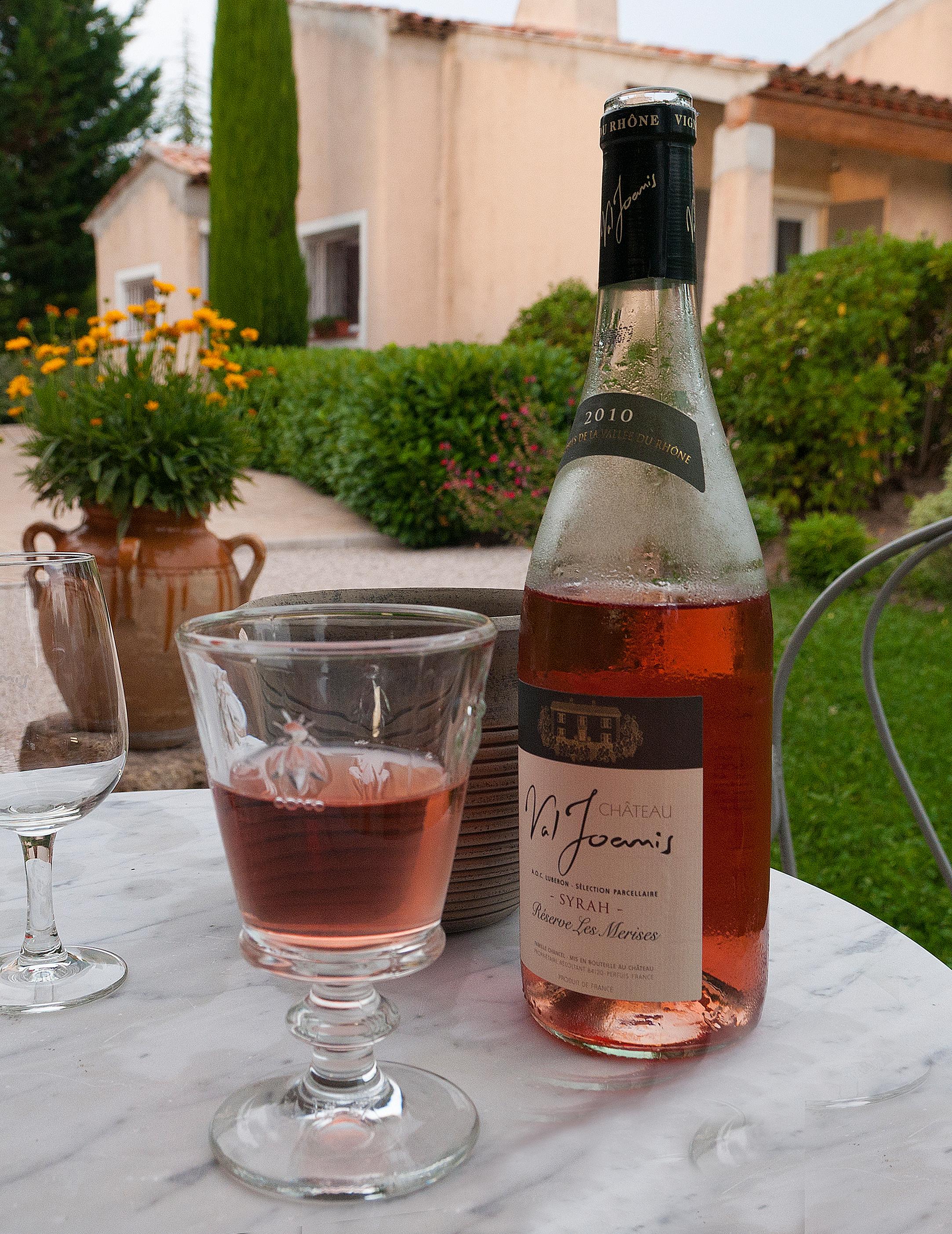
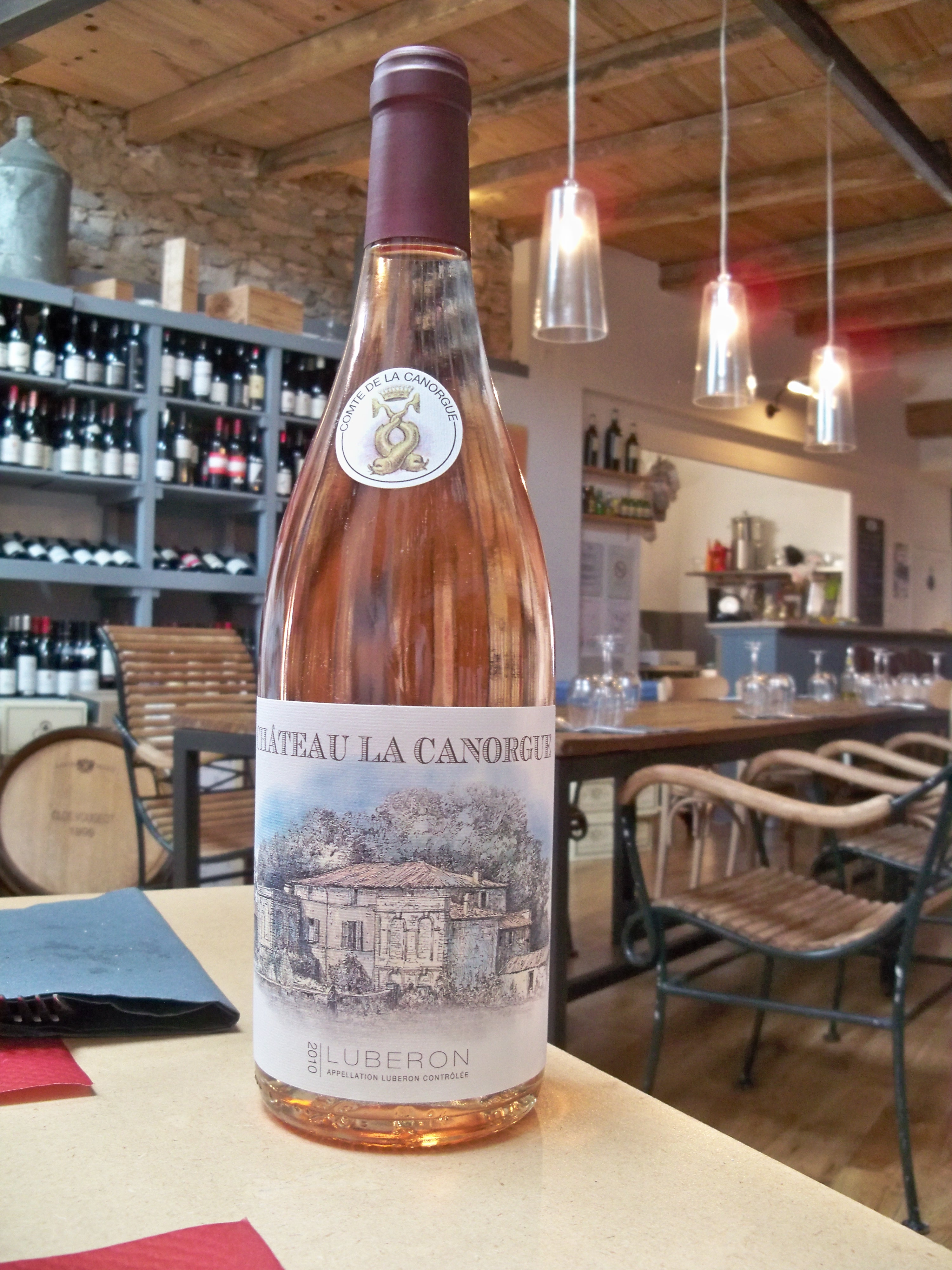
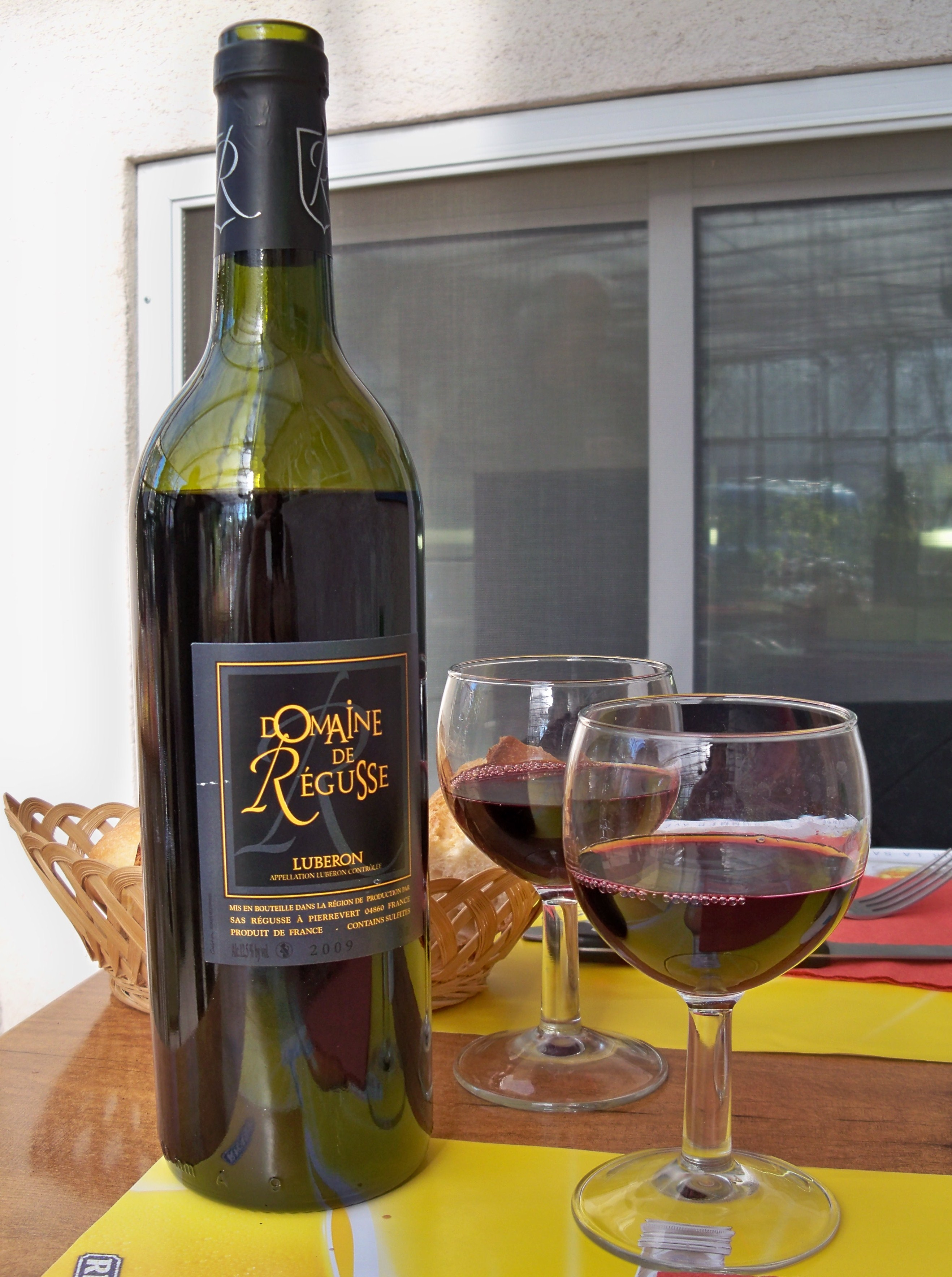
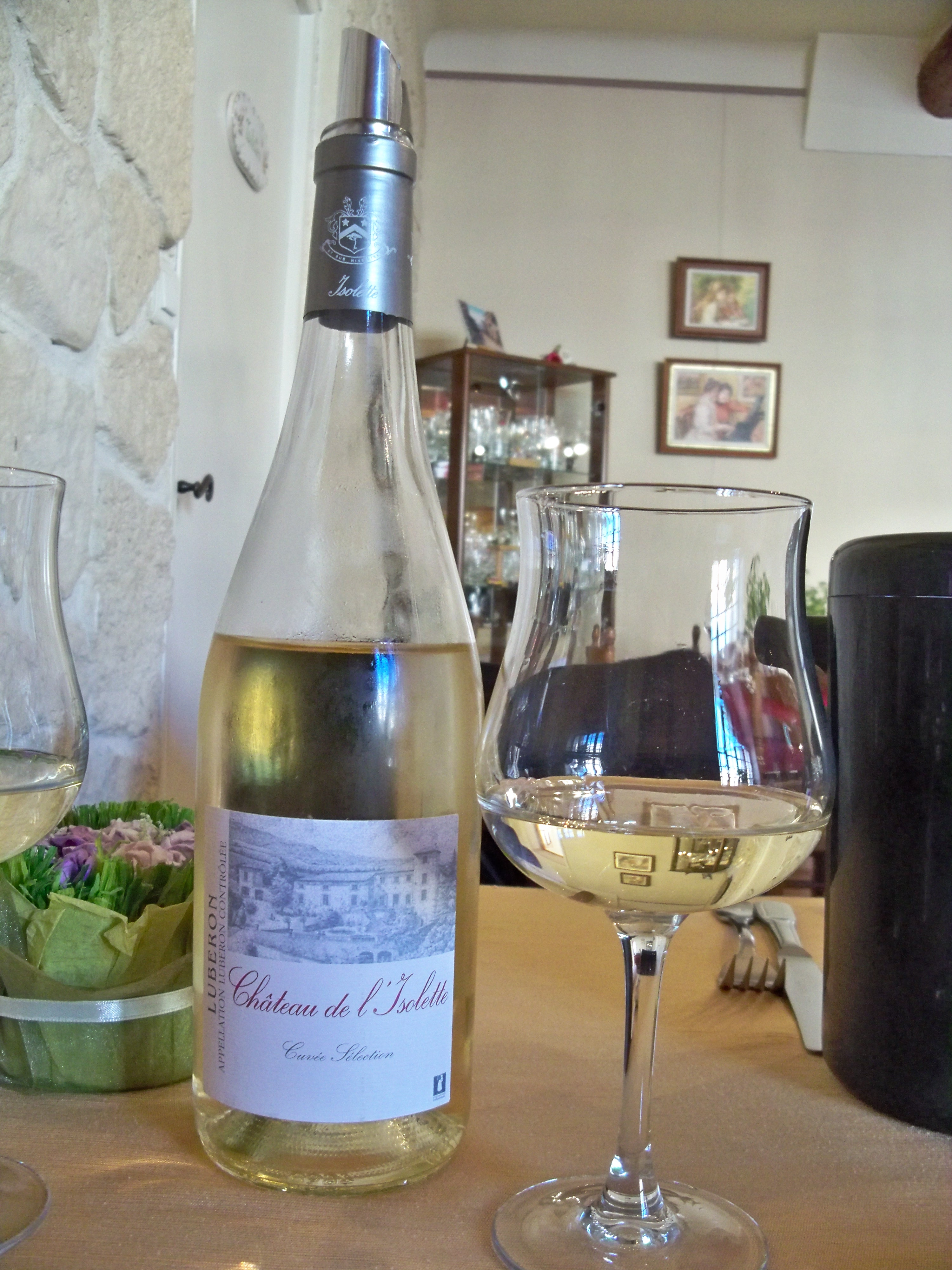
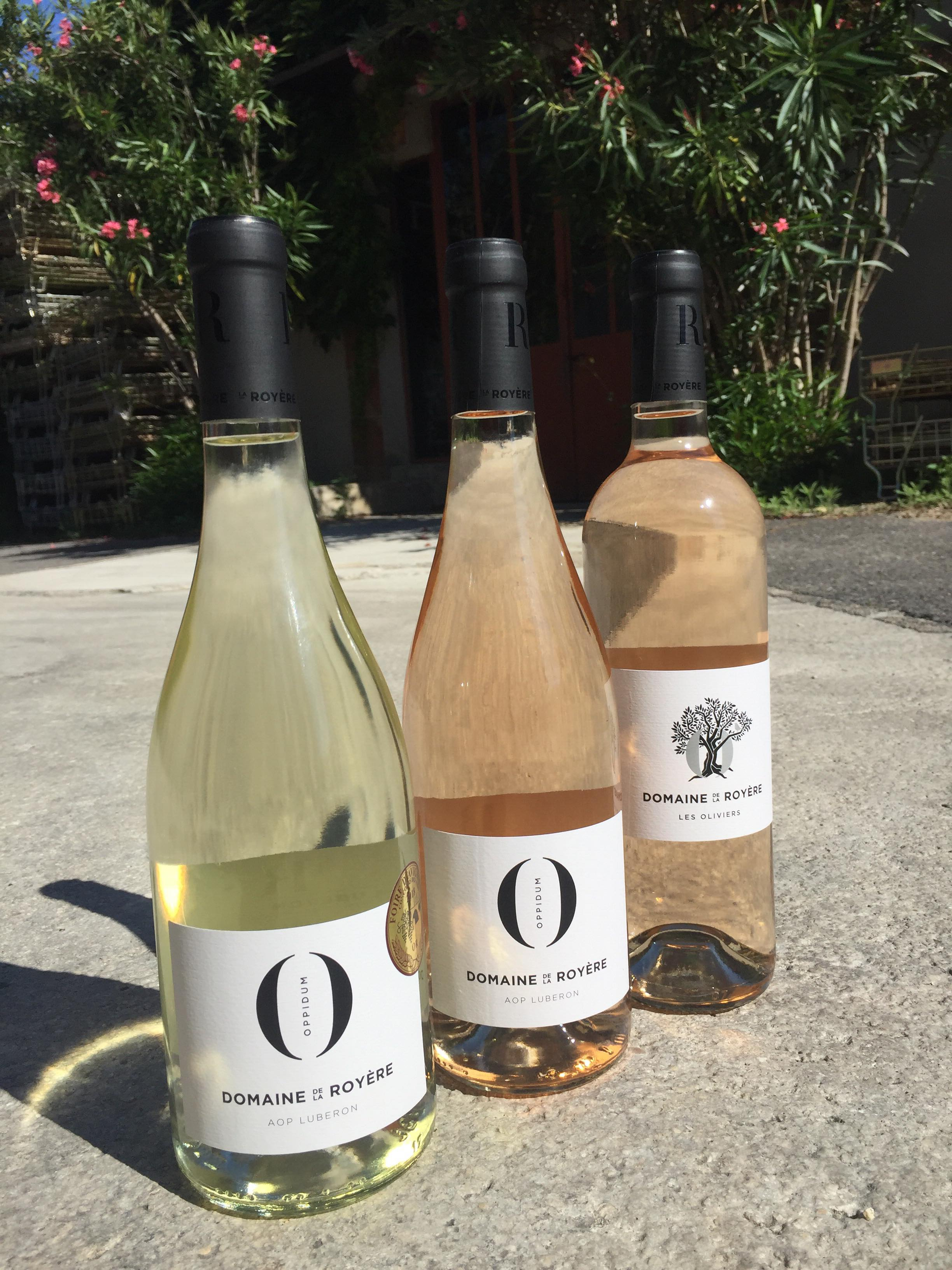
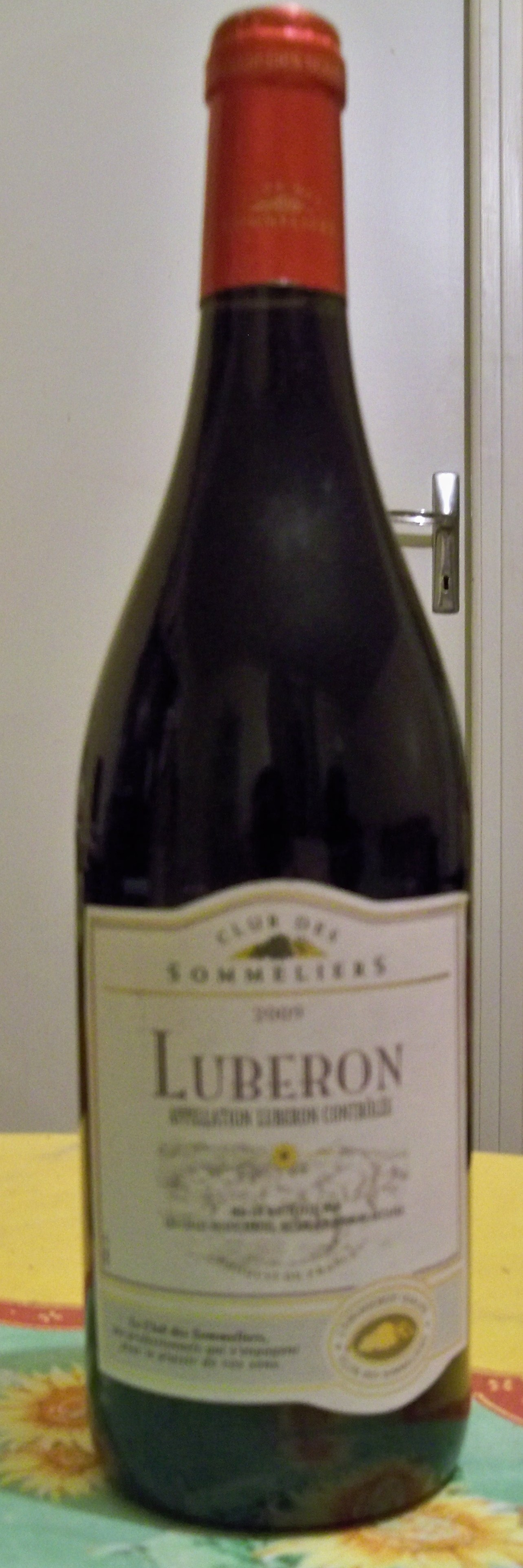
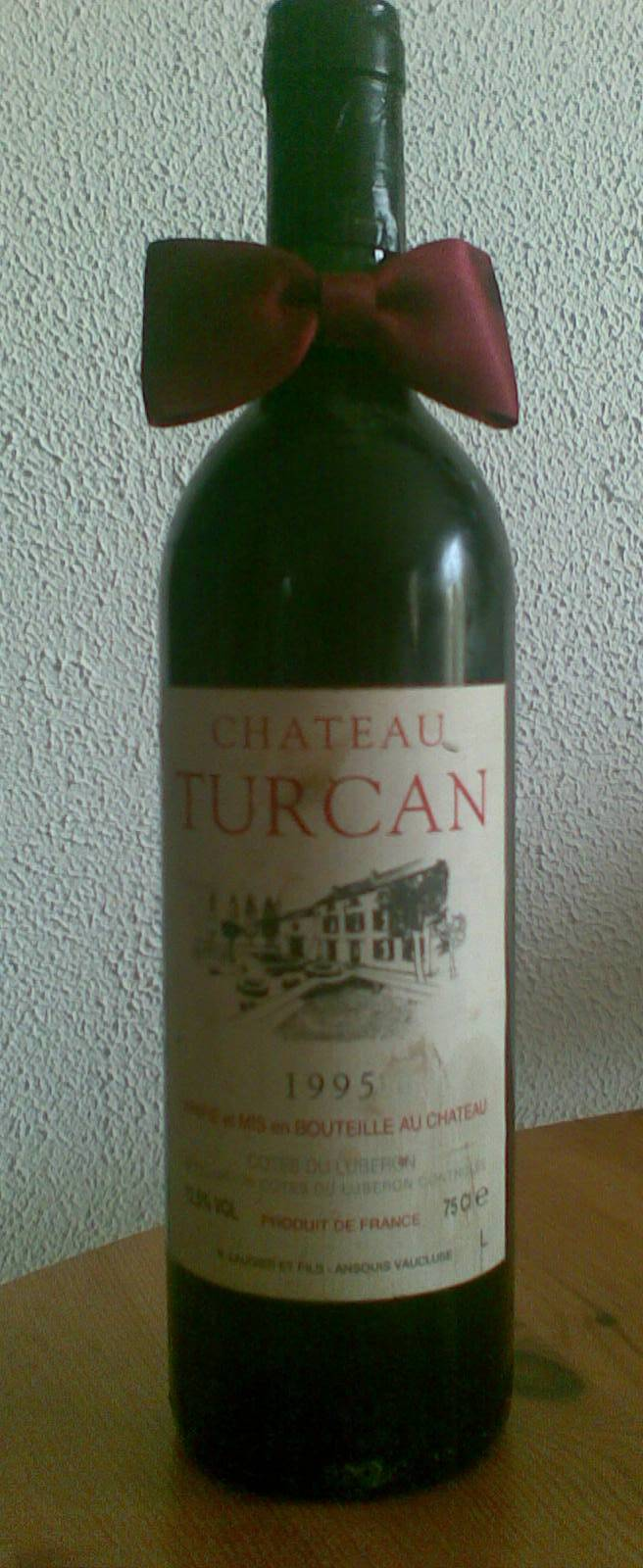
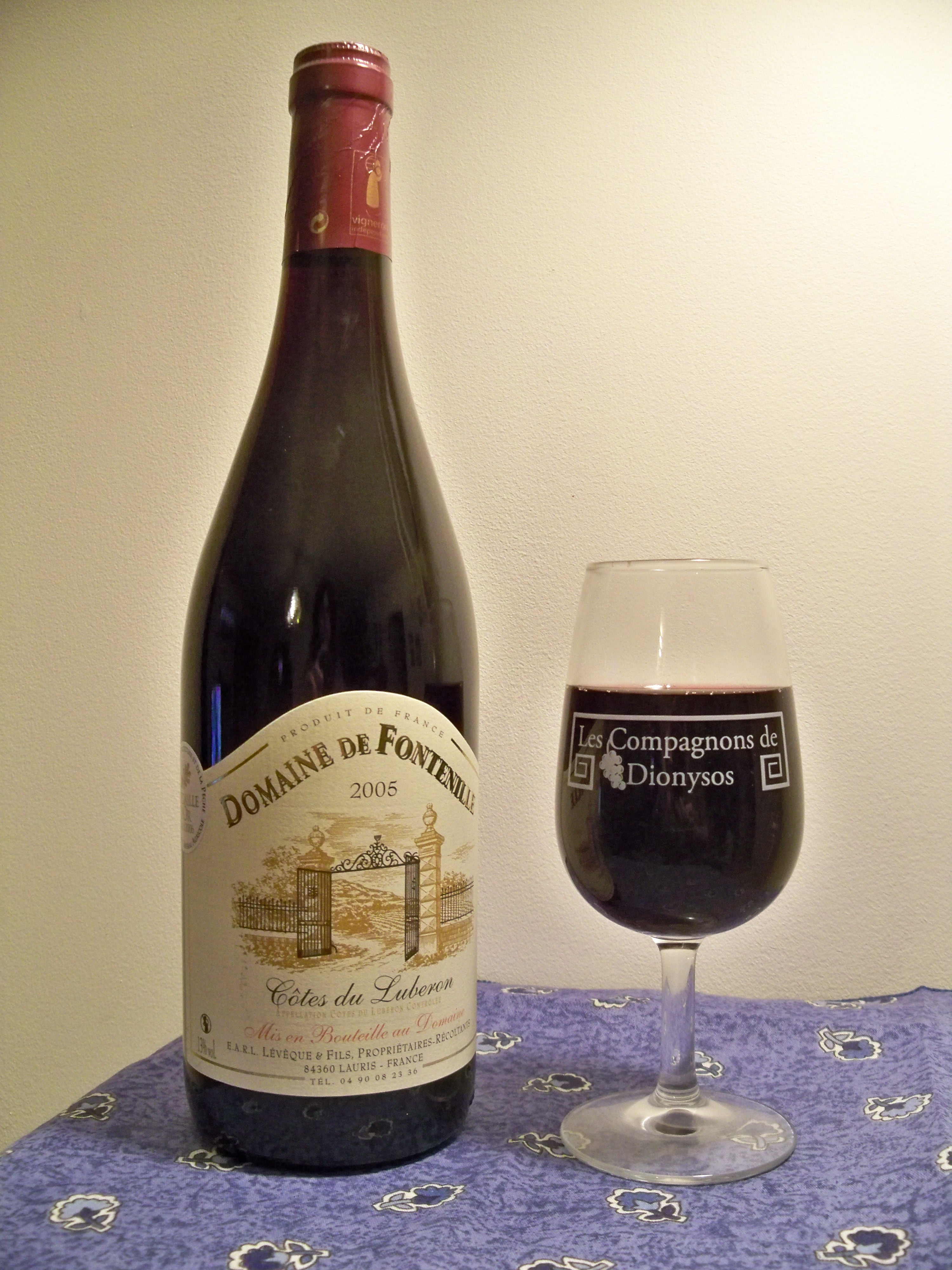
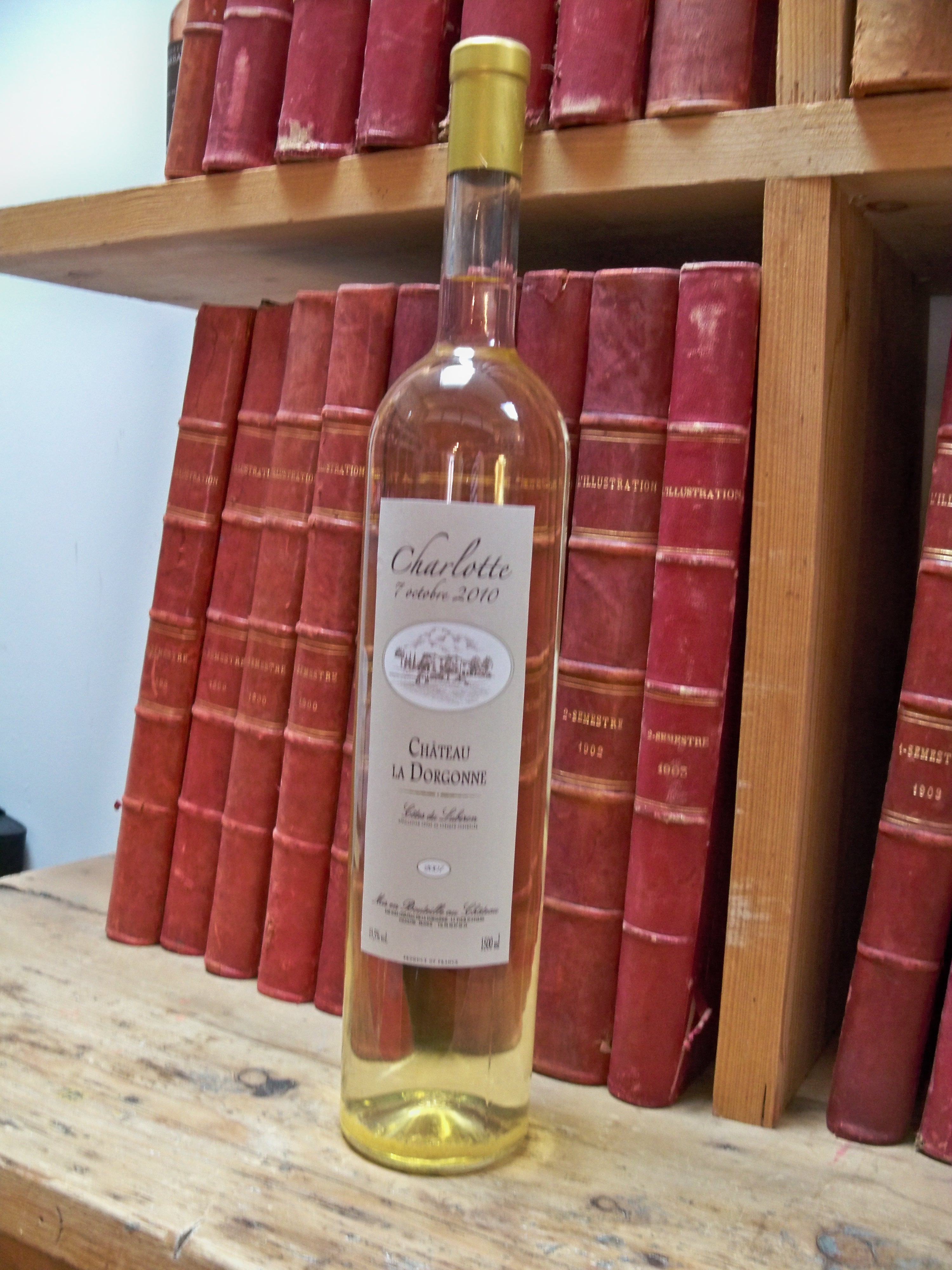
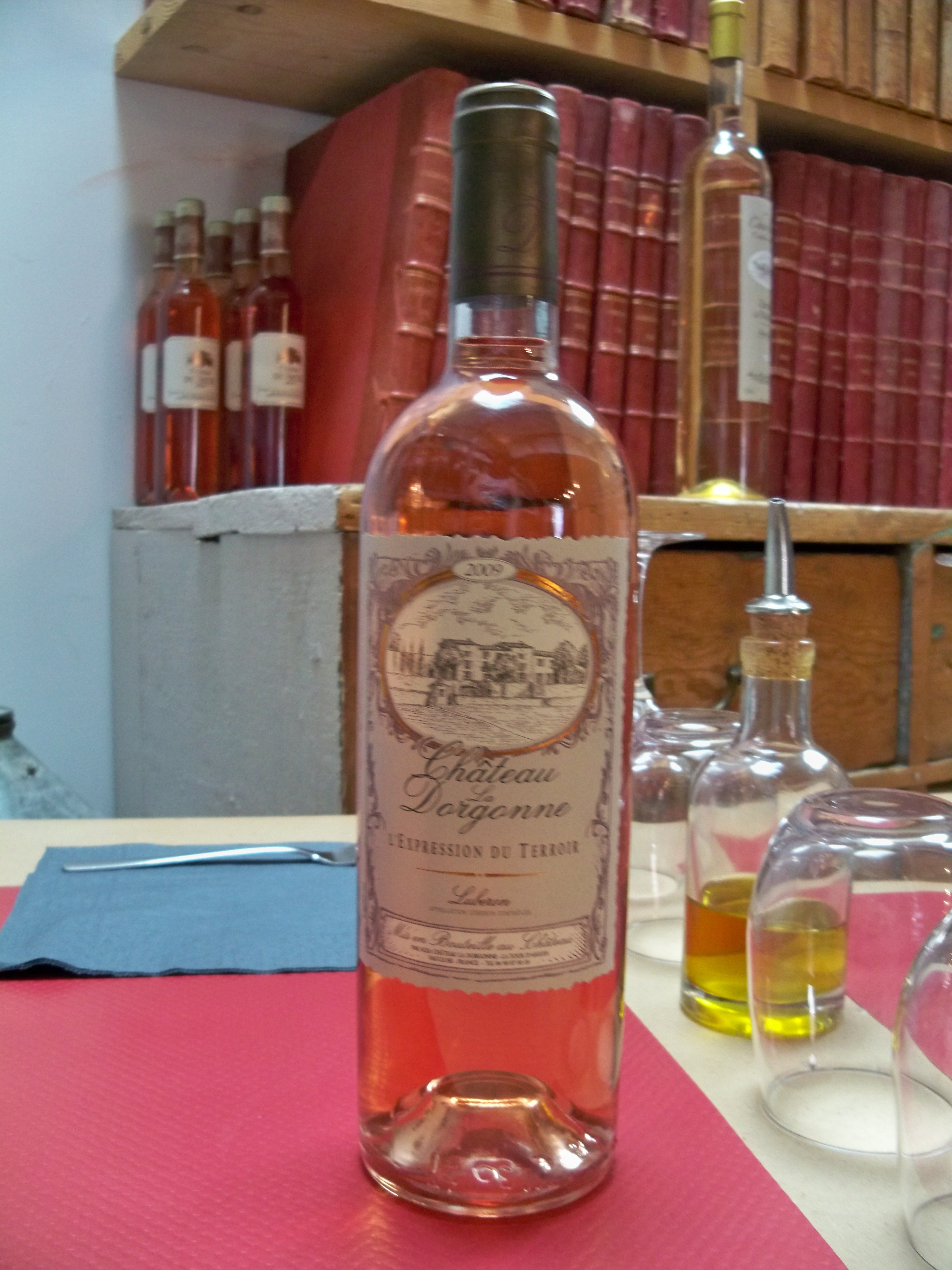

## Producteurs
| Commune              | Les châteaux, domaines et coopératives                                                                 |
| -------------------- | --- |
| Ansouis              | Château Turcan - Château Saint Estève de Néri - SCA des Coteaux d'Ansouis                              |
| Apt                  | Château de Mille - Château de l'Isolette - Château des Tourettes - Domaine de Mayol - 1 coopérative    |
| Bonnieux             | Château La Canorgue - Château les Eydins - 2 domaines - 1 coopérative                                  |
| Cabrières-d'Aigues   | Domaine de la Bastidonne - Domaine des Vaudois - 2 domaines - Cave des vignerons de Cabrières d'Aigues |
| Cadenet              | 2 domaines - Château Constantin - 1 coopérative                                                        |
| Cucuron              | Domaine de la Cavale - Domaine les Conques-Soulières - Domaine les Vadons - 1 coopérative              |
| Goult                | Château Edem - Domaine de la Verrière - Cave de Lumières                                               |
| Grambois             | Cave les Coteaux de Grambois - Domaine Regarde Moi Venir (AB)                                          |
| La Motte-d'Aigues    | Bastide du Claux - Château de la Bonde                                                                 |
| La Tour d'Aigues     | Château la Dorgonne - Cellier de Marrenon - Cave Terres-Valdeze                                        |
| Lauris               | Domaine de Fontenille - 1 coopérative Lourmarin Cadenet                                                |
| Lourmarin            | Château Fontvert (DEMETER) - Cave Lourmarin Cadenet                                                    |
| Maubec               | Domaine Faverot - Domaine Guillaume Gros - 1 coopérative                                               |
| Mirabeau             | Château de Clapier                                                                                     |
| Ménerbes             | Domaine de la Citadelle - Domaine de Marie - Domaine Ruffinatto                                        |
| Oppède               | Domaine de la Royère - Domaine Fondacci - Domaine La Garelle                                           |
| Pertuis              | Château de Val Joanis - Château du Grand Callamand - Coopérative Vinicole de Pertuis                   |
| Puget sur Durance    | Château la Verrerie                                                                                    |
| Puyvert              | Château Saint-Pierre de Méjans                                                                         |
| Robion               | Domaine du Douvain - Domaine des Peyre                                                                 |
| Roussillon           | Domaine Chasson - Domaine de Chantegrillet - Domaine de Tara - Domaine Girod - Le Coulet Rouge         |
| Villelaure           | Forbin de Janson                                                                                       |
| Vitrolles-en-Luberon | Domaine de Cabrery                                                                                     |

### Œnotourisme
L'œnotourisme recouvre de nombreuses activités de découverte : dégustation des vins, visite de caves, rencontre avec les propriétaires, découverte des métiers et techniques de la vigne, connaissance des cépages, des terroirs, des appellations, de la gastronomie locale. À cet aspect festif s'ajoutent les activités sportives et de loisirs : promenades et randonnées dans les vignobles.
Pour les touristes, une charte de qualité des caveaux de dégustation a été mise en place dans la vallée du Rhône pour l'ensemble des vignobles par Inter Rhône. Elle propose trois catégories différentes d'accueil en fonction des prestations offertes par les caves. 
La première - dite accueil de qualité - définit les conditions de cet accueil. Un panneau à l'entrée doit signaler que celui-ci est adhérent à la charte. Ce qui exige que ses abords soient en parfait état et entretenus et qu'il dispose d'un parking proche. L'intérieur du caveau doit disposer d'un sanitaire et d'un point d'eau, les visiteurs peuvent s'asseoir et ils ont de plus l'assurance que locaux et ensemble du matériel utilisé sont d'une propreté irréprochable (sols, table de dégustation, crachoirs, verres).
L'achat de vin à l'issue de la dégustation n'est jamais obligatoire. Celle-ci s'est faite dans des verres de qualité (minimum INAO). Les vins ont été servis à température idéale et les enfants se sont vu proposer des jus de fruits ou des jus de raisin. Outre l'affichage de ses horaires et des permanences, le caveau dispose de fiches techniques sur les vins, affiche les prix et offre des brochures touristiques sur l'appellation. 

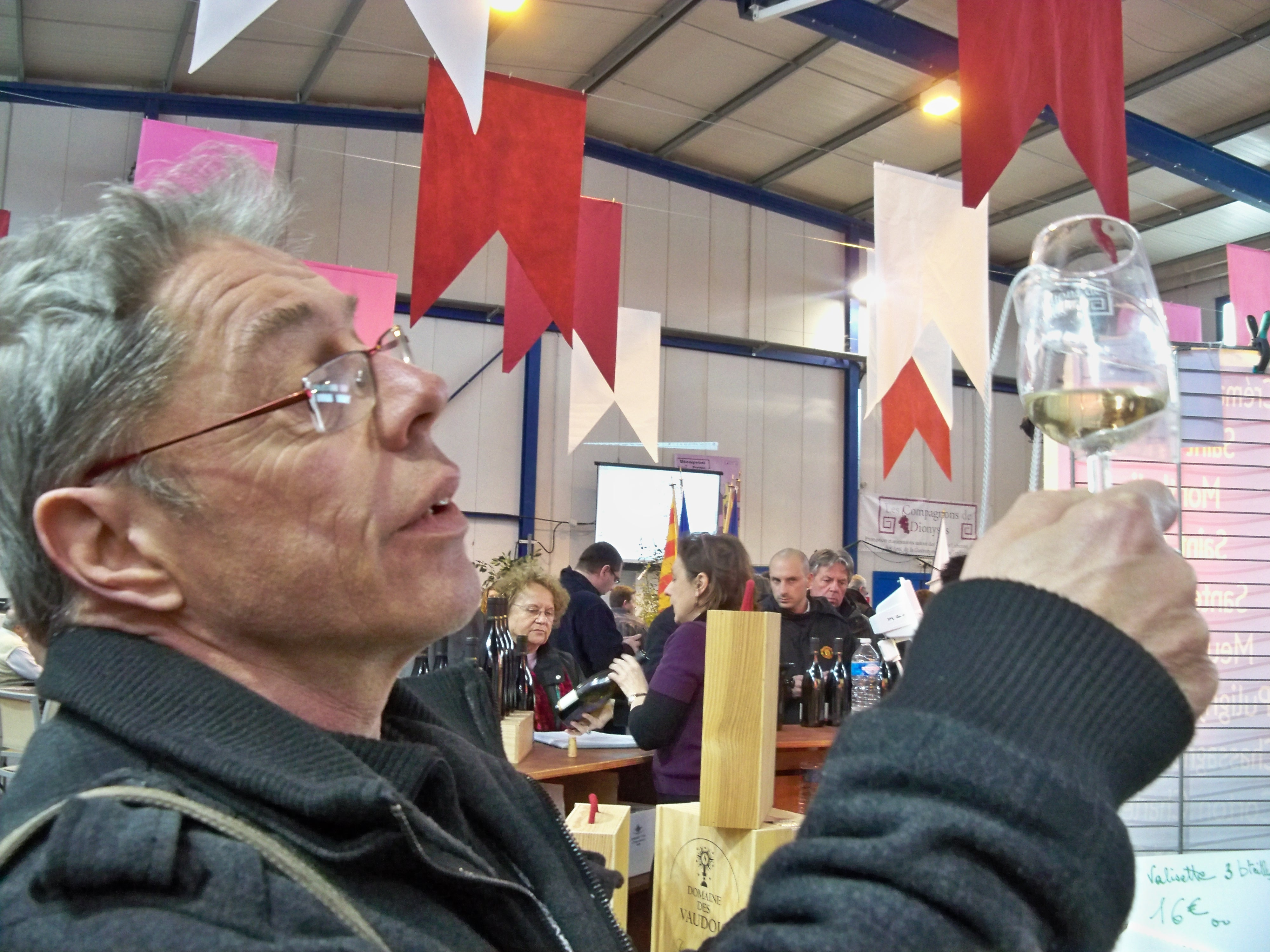
Mirer
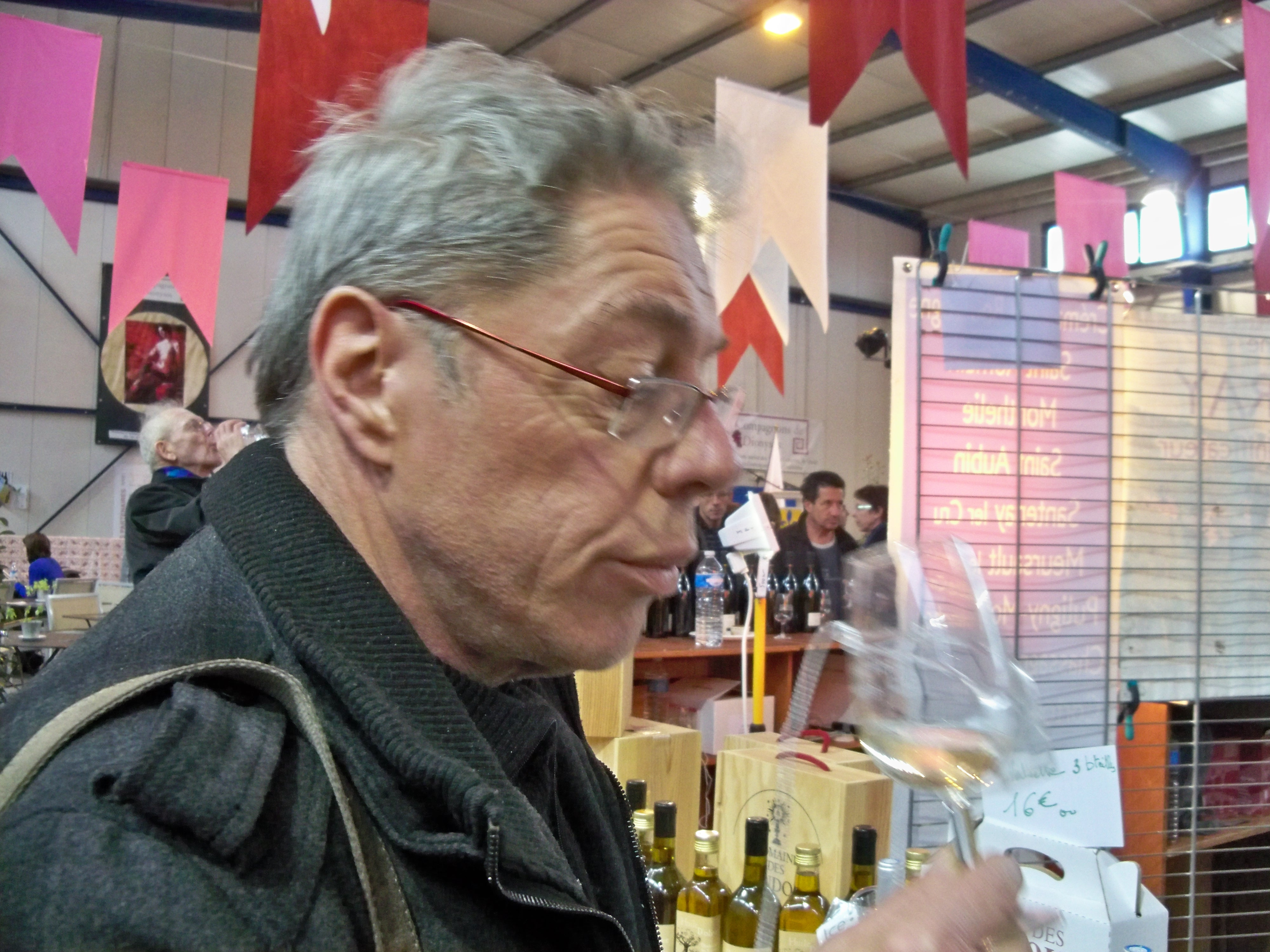
Humer
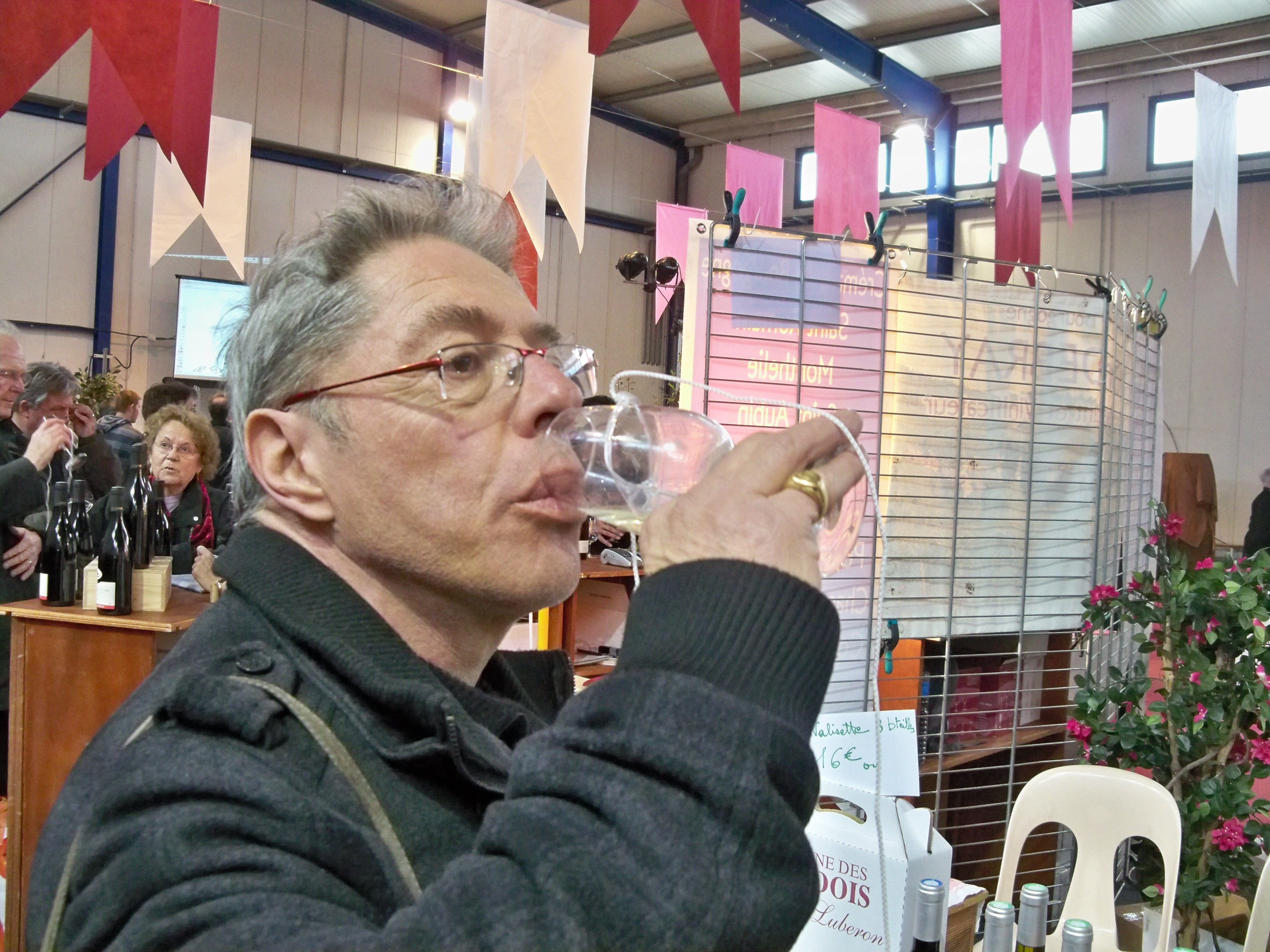
Lamper

La seconde - dite accueil de service - précise que le caveau est ouvert cinq jours sur sept toute l'année et six jours sur sept de juin à septembre. La dégustation se fait dans des verres cristallins voire en cristal. Accessible aux personnes à mobilité réduite, il est chauffé l'hiver et frais l'été, de plus il dispose d'un éclairage satisfaisant (néons interdits). Sa décoration est en relation avec la vigne et le vin, une carte de l'appellation est affichée. Il dispose d'un site internet et fournit à sa clientèle des informations sur la gastronomie et les produits agroalimentaires locaux, les lieux touristiques et les autres caveaux adhérant à la charte. Des plus les fiches techniques sur les vins proposés sont disponibles en anglais.
La troisième - dite accueil d'excellence - propose d'autres services dont la mise en relation avec d'autres caveaux, la réservation de restaurants ou d'hébergements. Le caveau assure l'expédition en France pour un minimum de vingt-quatre bouteilles. Il dispose d'un site Internet en version anglaise et le personnel d'accueil parle au moins l'anglais.